# Genkernel
Genkernel es una herramienta para la construcción de un propósito general modular del núcleo (informática) Linux para Gentoo Linux. Genkernel compila el kernel con todos los controladores de dispositivos construidos como módulos, entonces estas copias a un disco RAM que se pasa al kernel en el momento del arranque, ofreciendo detección automática de hardware. Se ha diseñado para permitir que los usuarios con poca o ninguna experiencia en la configuración de un núcleo Linux fácilmente a crear un grupo de trabajo núcleo. 

## Modos genkernel
- "all" - Crear núcleo, todos los módulos, y crear el initrd.
- "bzImage" - Solo construir el núcleo.
- "kernel" - Construir el núcleo y los módulos.
- "initramfs" - Solo construir el initrd en formato initramfs.
- "ramdisk" - Solo construir el initrd en formato ramdisk.

## Plataformas
Genkernel es capaz de construir los núcleos para las siguientes plataformas: 
- Alpha
- Amd64
- Parisc
- Parisc64
- PPC
- Ppc64
- SPARC
- Sparc64
- X86